# Hamza Maimón
Hamza Maimón de son nom complet Hamza Maimón Amessaud Bouyouzan, né le 11 juillet 1991 à Ceuta (Espagne), est un joueur de futsal international marocain.

## Biographie
Hamza Maimón naît à Ceuta en Espagne de parents marocains originaires du village Farkhana situé dans la province de Nador au nord du Maroc. Il a un petit frère, Anuar Maimón, qui pratique également le futsal au niveau professionnel,.

### Carrière en club
Il commence tôt à jouer au football à l'âge de cinq ans dans un club amateur, combinant futsal et grand foot. Il grandit dans sa ville natale et intègre l'équipe de futsal de San Agustín à Ceuta, qui est aussi son collège et évoluant en D3 espagnole de futsal. Il s'engage ensuite à Melilla FS, club amateur promu en D2 espagnole et situé à quelques kilomètres de sa ville natale.
En 2011, il signe son premier contrat professionnel à Santiago Futsal, club promu en 1a RFEF (première division d'Espagne). Il y dispute trois saisons et inscrit huit buts en 88 matchs.
Il s'engage en 2014 à Ribera Navarra FS, club dans lequel il s'impose en tant qu'élément clé et remporte à deux reprises la Coupe de Navarra, notamment en 2018 et 2019. Il signe ensuite un contrat pour trois saisons à Palma Futsal.
En 2021, il s'engage pour trois saisons à Levante UD FS et hérite du numéro 3.
Dans le cadre des préparations à la Coupe arabe 2023, Hamza Maimón est convoqué pour une double confrontation amicale face à la Slovaquie les 27 et 29 mai au Complexe Mohammed VI.

### Carrière internationale
Possédant la double nationalité espagnole et marocaine, Maimón reçoit en 2009 sa première convocation en sélection nationale pour faire partie du groupe de l'équipe d'Espagne -19 ans, ensuite de l'équipe d'Espagne espoirs entre 2010 et 2012.
Au cours de l'année 2019, il change de nationalité sportive pour jouer avec l'équipe du Maroc, après que la Fédération royale marocaine de football et l'entraîneur Hicham Dguig aient montré de l'intérêt. Il reçoit une première convocation pour participer à un rassemblement du 23 au 27 septembre, puis une deuxième du 4 au 8 novembre.
Après avoir pris part à la préparation pour la CAN 2020, il est sélectionné dans la liste des 24 de Hicham Dguig pour disputer la phase finale du tournoi qui voit le Maroc triompher pour la deuxième fois consécutive.
Le 4 septembre 2021, la fédération marocaine annonce la liste des joueurs qui iront disputer la Coupe du monde en Lituanie,. Hamza Bouyouzan est retenu par Dguig pour défendre les couleurs marocaines.
Avant d'entamer la Coupe du monde, qui devait initialement se dérouler en 2020 (report en raison de la pandémie de Covid-19), Hamza Maimón participe à deux rencontres amicales, les 6 et 7 septembre 2021 respectivement face au Vietnam et au Japon, deux sélections asiatiques dont la culture futsal se rapproche de celle de la Thaïlande qui figure dans le groupe du Maroc au Mondial 2021. Les Marocains gagnent le premier match (2-1), mais perdent le second contre leurs homologues japonais (3-0).
Hamza Maimón dispute l'ensemble des matchs à la Coupe du monde. Un parcours du Maroc qui reste inédit puisque ce dernier franchit dans un premier temps le premier tour pour la première fois de son histoire. Après avoir éliminé le Venezuela, le Maroc se fait sortir en quart de finale par le Brésil (1-0).
Maimón prend part avec la sélection à la Coupe des confédérations de futsal en Thaïlande durant le mois de septembre 2022. Le Maroc remporte le tournoi pour la première fois, en s'imposant en finale face à l'Iran.
Il est convoqué par Hicham Dguig pour la Coupe arabe qui se tient à Djeddah du 6 au 16 juin 2023 qui voit le Maroc triompher pour la 3e fois. Hamza participe à l'ensemble des matchs du tournoi avec un but marqué contre les Comores (5-0) lors de la 1re journée.
En été 2024, il participe à un stage de préparation pour la Coupe du monde de futsal,. Plus tard, en septembre, il n'est finalement pas inclus dans la liste finale pour participer à la Coupe du monde de futsal en Ouzbékistan,.

## Statistiques

### Statistiques détaillées en club
Le tableau suivant recense les statistiques de Hamza Maimón : 
| Saison                | Club                  | Championnat           | Championnat | Championnat | Coupe(s) nationale(s) | Coupe(s) nationale(s) | Total | Total |
| Saison                | Club                  | Division              | M.          | B.          | M.                    | B.                    | M.    | B.    |
| 2021-2022             | Levante UD            | Division 1            | 30          | 5           | 1                     | 0                     | 31    | 5     |
| 2022-2023             | Levante UD            | Division 1            | 25          | 2           | 2                     | 1                     | 27    | 3     |
| Sous-total            | Sous-total            | Sous-total            | 55          | 7           | 3                     | 1                     | 58    | 8     |
| 2023-2024             | Ribera Navarra        | Division 1            | 17          | 2           | -                     | -                     | 17    | 2     |
| Total sur la carrière | Total sur la carrière | Total sur la carrière | 72          | 9           | 3                     | 1                     | 75    | 10    |

### Statistiques en sélection marocaine
Le tableau suivant liste les rencontres de l'équipe du Maroc auxquelles Hamza Maimón a pris part :

## Palmarès
| Ribera Navarra FS (2) :                      | Levante UD FS :                    | Maroc (6) : |
| -------------------------------------------- | ---------------------------------- | --- |
| - Coupe de Navarra - Vainqueur: 2018 et 2019 | - 1a RFEF Futsal - Finaliste: 2021 | - Tournoi international de Poreč (1) - Vainqueur : 2020 - Coupe d'Afrique des nations (2) - Champion : 2020 et 2024 - Coupe des confédérations (1) - Champion : 2022 - Coupe arabe des nations (1) - Champion : 2023 - Tournoi international de Croatie (1) - Vainqueur : 2023 |